# Crespin (Aveyron)
Crespin település Franciaországban, Aveyron megyében. Lakosainak száma 317 fő (2022. január 1.). Crespin Cabanès, Castelmary, Tauriac-de-Naucelle, Mirandol-Bourgnounac és Pampelonne községekkel határos.

## Népesség
A település népessége az elmúlt években az alábbi módon változott:
| Lakosok száma | 407  | 328  | 298  | 269  | 296  | 306  | 312  | 315  | 315  | 317  |
|               | 1968 | 1982 | 1990 | 2006 | 2013 | 2015 | 2017 | 2019 | 2020 | 2022 |